# Fritillaria aurea
Fritillaria aurea är en liljeväxtart som beskrevs av Heinrich Wilhelm Schott. Fritillaria aurea ingår i Klockliljesläktet och i familjen liljeväxter. Inga underarter finns listade.